# Donde termina el camino
Donde termina el camino é uma telenovela mexicana produzida pela Televisa e exibida pelo El Canal de las Estrellas em 1978

## Elenco
- Raphael - Rafael Martos
- Maricruz Olivier
- Lupita Lara
- Alfredo Leal
- Eduardo Alcaraz
- Lilia Aragón
- Gonzalo Vega
- Nerina Ferrer
- Rafael Llamas
- Isabela Corona
- Alicia Montoya